# 키티 만베르
키티 만베르'(Kiti Mánver, 1953년 5월 11일 ~ )는 스페인의 배우이다. 1991 고야상 여우조연상 수상자이다.

## 출연 작품
- 엘 인컨비니언테 (2020)
- 더 컨트리 오브 피어 (2015)
- 사랑의 미로(영어판) (2010)
- 시크릿 프렌드 (2009)
- 브로큰 임브레이스 (2009)
- 라이트 오브 선데이 (2007)
- 엔드 오브 미스테리 (2003)
- 테이크 마이 아이스 (2003)
- 커먼 웰스 (2000)
- 비밀의 꽃 (1995)
- 보카 보카 (1995)
- 남자들은 다 똑같애 (1994)
- 신경쇠약 직전의 여자 (1988)
- 내가 뭘 잘못 했길래 (1984)
- 산 정상의 페피, 루시, 봄 그리고 다른 사람들 (1980)
- 하브라 무디타 (1973)